# Discografia degli Styx
La seguente è una discografia comprensiva del gruppo musicale statunitense Styx.

## Album

### Album in studio
| Anno                                                                                               | Titolo                                                                                  | Classifiche | Classifiche | Classifiche | Classifiche | Classifiche | Classifiche | Classifiche | Classifiche | Classifiche | Certificazioni                                |
| Anno                                                                                               | Titolo                                                                                  | US          | CAN         | GER         | NLD         | NOR         | NZ          | SWE         | SWI         | UK          | Certificazioni                                |
| -------------------------------------------------------------------------------------------------- | --------------------------------------------------------------------------------------- | ----------- | ----------- | ----------- | ----------- | ----------- | ----------- | ----------- | ----------- | ----------- | --------------------------------------------- |
| 1972                                                                                               | Styx - Pubblicazione: settembre 1972 - Etichetta: Wooden Nickel Records                 | —           | —           | —           | —           | —           | —           | —           | —           | —           |                                               |
| 1973                                                                                               | Styx II - Pubblicazione: luglio 1973 - Etichetta: Wooden Nickel Records                 | 20          | 39          | —           | —           | —           | —           | —           | —           | —           | - US: Oro                                     |
| 1974                                                                                               | The Serpent Is Rising - Pubblicazione: febbraio 1974 - Etichetta: Wooden Nickel Records | 192         | —           | —           | —           | —           | —           | —           | —           | —           |                                               |
| 1974                                                                                               | Man of Miracles - Pubblicazione: novembre 1974 - Etichetta: Wooden Nickel Records       | 154         | —           | —           | —           | —           | —           | —           | —           | —           |                                               |
| 1975                                                                                               | Equinox - Pubblicazione: dicembre 1975 - Etichetta: A&M Records                         | 58          | 14          | —           | —           | —           | —           | —           | —           | —           | - CAN: Platino - US: Oro                      |
| 1976                                                                                               | Crystal Ball - Pubblicazione: ottobre 1976 - Etichetta: A&M Records                     | 66          | 21          | —           | —           | —           | —           | —           | —           | —           | - CAN: Oro - US: Oro                          |
| 1977                                                                                               | The Grand Illusion - Pubblicazione: luglio 1977 - Etichetta: A&M Records                | 6           | 7           | —           | 49          | —           | —           | 38          | —           | —           | - CAN: Platino - US: 3× Platino               |
| 1978                                                                                               | Pieces of Eight - Pubblicazione: settembre 1978 - Etichetta: A&M Records                | 6           | 3           | —           | 24          | —           | —           | 30          | —           | —           | - CAN: Platino - US: 3× Platino               |
| 1979                                                                                               | Cornerstone - Pubblicazione: ottobre 1979 - Etichetta: A&M Records                      | 2           | 1           | 6           | 27          | 25          | 14          | —           | 2           | 36          | - CAN: Platino - GER: Oro - US: 2× Platino    |
| 1981                                                                                               | Paradise Theatre - Pubblicazione: gennaio 1981 - Etichetta: A&M Records                 | 1           | 3           | 21          | 23          | 5           | 30          | 6           | 19          | 8           | - CAN: Platino - UK: Argento - US: 3× Platino |
| 1983                                                                                               | Kilroy Was Here - Pubblicazione: febbraio 1983 - Etichetta: A&M Records                 | 3           | 4           | 7           | 38          | 3           | —           | 6           | 13          | 67          | - CAN: Platino - US: Platino                  |
| 1990                                                                                               | Edge of the Century - Pubblicazione: ottobre 1990 - Etichetta: A&M Records              | 63          | 49          | —           | —           | —           | —           | —           | —           | —           | - US: Oro                                     |
| 1999                                                                                               | Brave New World - Pubblicazione: giugno 1999 - Etichetta: CMC International             | 175         | —           | —           | —           | —           | —           | —           | —           | —           |                                               |
| 2003                                                                                               | Cyclorama - Pubblicazione: febbraio 2003 - Etichetta: Sanctuary Records                 | 127         | —           | —           | —           | —           | —           | —           | —           | —           |                                               |
| 2005                                                                                               | Big Bang Theory - Pubblicazione: maggio 2005 - Etichetta: New Door Records              | 46          | —           | —           | —           | —           | —           | —           | —           | —           |                                               |
| 2017                                                                                               | The Mission - Pubblicazione: giugno 2017 - Etichetta: Eagle Rock Entertainment          | 45          | —           | 49          | —           | —           | —           | —           | 34          | —           |                                               |
| "—" indica una pubblicazione che non si è classificata o che non è stata pubblicata in quel Paese. |                                                                                         |             |             |             |             |             |             |             |             |             |                                               |

### Album dal vivo
| Anno                                                                                               | Titolo                                                                                        | Classifiche | Classifiche | Classifiche | Classifiche | Certificazioni |
| Anno                                                                                               | Titolo                                                                                        | US          | CAN         | GER         | UK          | Certificazioni |
| -------------------------------------------------------------------------------------------------- | --------------------------------------------------------------------------------------------- | ----------- | ----------- | ----------- | ----------- | -------------- |
| 1984                                                                                               | Caught in the Act - Etichetta: A&M Records                                                    | 31          | —           | 55          | 44          |                |
| 1997                                                                                               | Return to Paradise - Etichetta: CMC International                                             | 139         | —           | —           | —           | - US: Oro      |
| 2000                                                                                               | Arch Allies: Live at Riverport - Etichetta: Sanctuary Records                                 | —           | —           | —           | —           |                |
| 2001                                                                                               | Styx World: Live 2001 - Etichetta: CMC International                                          | —           | —           | —           | —           |                |
| 2002                                                                                               | At the River's Edge: Live in St. Louis - Etichetta: Sanctuary Records                         | —           | —           | —           | —           |                |
| 2003                                                                                               | 21st Century Live - Etichetta: Sanctuary Records                                              | —           | —           | —           | —           |                |
| 2006                                                                                               | One with Everything: Styx and the Contemporary Youth Orchestra - Etichetta: Frontiers Records | —           | —           | —           | —           |                |
| 2012                                                                                               | The Grand Illusion, Pieces of Eight Live - Etichetta: Eagle Records                           | —           | —           | —           | —           |                |
| 2015                                                                                               | Live at the Orleans Arena Las Vegas - Etichetta: Eagle Records                                | —           | —           | —           | —           |                |
| "—" indica una pubblicazione che non si è classificata o che non è stata pubblicata in quel Paese. |                                                                                               |             |             |             |             |                |

### Raccolte
| Anno                                                                                               | Titolo                                                             | Classifiche | Classifiche | Certificazioni                  |
| Anno                                                                                               | Titolo                                                             | US          | UK          | Certificazioni                  |
| -------------------------------------------------------------------------------------------------- | ------------------------------------------------------------------ | ----------- | ----------- | ------------------------------- |
| 1977                                                                                               | Best of Styx                                                       | —           | —           | - CAN: Platino - US: Oro        |
| 1980                                                                                               | Lady                                                               | —           | —           |                                 |
| 1987                                                                                               | Styx Classics Volume 15                                            | —           | —           | - US: Oro                       |
| 1991                                                                                               | Styx Radio-Made Hits 1975-1991                                     | —           | —           |                                 |
| 1995                                                                                               | Greatest Hits                                                      | 138         | —           | - CAN: Platino - US: 2× Platino |
| 1996                                                                                               | Styx Greatest Hits Part 2                                          | —           | —           |                                 |
| 1997                                                                                               | The Best of Times: The Best of Styx                                | —           | —           |                                 |
| 1999                                                                                               | Best of Styx 1973-1974                                             | —           | —           |                                 |
| 2000                                                                                               | Extended Versions                                                  | —           | —           |                                 |
| 2000                                                                                               | Singles Collection                                                 | —           | —           |                                 |
| 2001                                                                                               | Yesterday & Today                                                  | —           | —           |                                 |
| 2002                                                                                               | 20th Century Masters - The Millennium Collection: The Best of Styx | —           | —           |                                 |
| 2003                                                                                               | Rockers                                                            | —           | —           |                                 |
| 2004                                                                                               | Come Sail Away - The Styx Anthology                                | 136         | —           |                                 |
| 2005                                                                                               | The Complete Wooden Nickel Recordings                              | —           | —           |                                 |
| 2011                                                                                               | Regeneration: Volume I & II                                        | —           | —           |                                 |
| 2014                                                                                               | The Soundtrack of Summer (Styx/Foreigner)                          | 69          | —           |                                 |
| "—" indica una pubblicazione che non si è classificata o che non è stata pubblicata in quel Paese. |                                                                    |             |             |                                 |

## Singoli
| Anno                                                                                               | Singolo                                   | Classifiche | Classifiche    | Classifiche | Classifiche | Classifiche | Classifiche | Classifiche | Classifiche | Classifiche | Classifiche | Classifiche | Classifiche | Certificazioni                     | Album di provenienza |
| Anno                                                                                               | Singolo                                   | US          | US Adult Cont. | US Rock     | AUS         | AUT         | CAN         | GER         | IRL         | NLD         | NZ          | SWI         | UK          | Certificazioni                     | Album di provenienza |
| -------------------------------------------------------------------------------------------------- | ----------------------------------------- | ----------- | -------------- | ----------- | ----------- | ----------- | ----------- | ----------- | ----------- | ----------- | ----------- | ----------- | ----------- | ---------------------------------- | -------------------- |
| 1972                                                                                               | Best Thing                                | 82          | —              | —           | —           | —           | —           | —           | —           | —           | —           | —           | —           |                                    | Styx                 |
| 1973                                                                                               | Lady                                      | 6           | —              | —           | 23          | —           | 19          | —           | —           | —           | 17          | —           | —           |                                    | Styx II              |
| 1975                                                                                               | You Need Love                             | 88          | —              | —           | —           | —           | —           | —           | —           | —           | —           | —           | —           |                                    | Styx II              |
| 1976                                                                                               | Lorelei                                   | 27          | —              | —           | —           | —           | 6           | —           | —           | —           | —           | —           | —           |                                    | Equinox              |
| 1976                                                                                               | Mademoiselle                              | 36          | —              | —           | —           | —           | 25          | —           | —           | —           | —           | —           | —           |                                    | Crystal Ball         |
| 1977                                                                                               | Crystal Ball                              | —           | —              | —           | —           | —           | —           | —           | —           | —           | —           | —           | —           |                                    | Crystal Ball         |
| 1977                                                                                               | Come Sail Away                            | 8           | —              | —           | —           | —           | 9           | —           | —           | —           | —           | —           | —           |                                    | The Grand Illusion   |
| 1978                                                                                               | Fooling Yourself (The Angry Young Man)    | 29          | —              | —           | 42          | —           | 20          | —           | —           | 28          | —           | —           | —           |                                    | The Grand Illusion   |
| 1978                                                                                               | Blue Collar Man (Long Nights)             | 21          | —              | —           | 98          | —           | 9           | —           | —           | 47          | —           | —           | —           |                                    | Pieces of Eight      |
| 1978                                                                                               | Sing for the Day                          | 41          | —              | —           | —           | —           | —           | —           | —           | 18          | —           | —           | —           |                                    | Pieces of Eight      |
| 1979                                                                                               | Renegade                                  | 16          | —              | —           | —           | —           | —           | —           | —           | —           | —           | —           | —           |                                    | Pieces of Eight      |
| 1979                                                                                               | Babe                                      | 1           | 9              | —           | 3           | —           | 1           | —           | 4           | 11          | 3           | —           | 6           | - CAN: Oro - UK: Argento - US: Oro | Cornerstone          |
| 1979                                                                                               | Why Me                                    | 26          | —              | —           | —           | —           | 10          | —           | —           | —           | —           | —           | —           |                                    | Cornerstone          |
| 1980                                                                                               | Boat on the River                         | —           | —              | —           | —           | 2           | —           | 5           | —           | 29          | —           | 1           | —           |                                    | Cornerstone          |
| 1980                                                                                               | Borrowed Time                             | 64          | —              | —           | —           | —           | 76          | —           | —           | —           | —           | —           | —           |                                    | Cornerstone          |
| 1980                                                                                               | Lights                                    | —           | —              | —           | —           | —           | —           | 35          | —           | —           | —           | —           | —           |                                    | Cornerstone          |
| 1981                                                                                               | The Best of Times                         | 3           | 26             | 16          | 23          | —           | 1           | 52          | —           | —           | 26          | —           | 42          |                                    | Paradise Theatre     |
| 1981                                                                                               | Too Much Time on My Hands                 | 9           | —              | 2           | 68          | —           | 4           | —           | —           | —           | —           | —           | —           |                                    | Paradise Theatre     |
| 1981                                                                                               | Nothing Ever Goes as Planned              | 54          | —              | —           | —           | —           | 33          | —           | —           | —           | —           | —           | —           |                                    | Paradise Theatre     |
| 1981                                                                                               | Rockin' the Paradise                      | —           | —              | 8           | —           | —           | —           | —           | —           | —           | —           | —           | —           |                                    | Paradise Theatre     |
| 1981                                                                                               | Snowblind                                 | —           | —              | 22          | —           | —           | —           | —           | —           | —           | —           | —           | —           |                                    | Paradise Theatre     |
| 1983                                                                                               | Mr. Roboto                                | 3           | —              | 3           | 40          | 16          | 1           | 8           | —           | —           | —           | 4           | 90          | - CAN: Oro - US: Oro               | Kilroy Was Here      |
| 1983                                                                                               | Don't Let It End                          | 6           | —              | —           | —           | —           | 15          | 70          | —           | —           | —           | —           | 56          |                                    | Kilroy Was Here      |
| 1983                                                                                               | High Time                                 | 48          | —              | —           | —           | —           | —           | —           | —           | —           | —           | —           | —           |                                    | Kilroy Was Here      |
| 1984                                                                                               | Music Time                                | 40          | —              | —           | —           | —           | —           | —           | —           | —           | —           | —           | —           |                                    | Caught in the Act    |
| 1990                                                                                               | Love Is the Ritual                        | 80          | —              | 9           | —           | —           | 59          | —           | —           | —           | —           | —           | —           |                                    | Edge of the Century  |
| 1990                                                                                               | Show Me the Way/Back to Chicago           | 3           | 3              | —           | —           | —           | 4           | —           | —           | —           | —           | —           | —           |                                    | Edge of the Century  |
| 1991                                                                                               | Love at First Sight                       | 25          | 13             | —           | —           | —           | 20          | —           | —           | —           | —           | —           | —           |                                    | Edge of the Century  |
| 1997                                                                                               | Paradise                                  | —           | 27             | —           | —           | —           | —           | —           | —           | —           | —           | —           | —           |                                    | Return to Paradise   |
| 1997                                                                                               | On My Way                                 | —           | —              | —           | —           | —           | 83          | —           | —           | —           | —           | —           | —           |                                    | Return to Paradise   |
| 1999                                                                                               | Everything Is Cool                        | —           | —              | —           | —           | —           | —           | —           | —           | —           | —           | —           | —           |                                    | Brave New World      |
| 2003                                                                                               | Waiting for Our Time                      | —           | —              | 37          | —           | —           | —           | —           | —           | —           | —           | —           | —           |                                    | Cyclorama            |
| 2005                                                                                               | I Am the Walrus                           | —           | —              | —           | —           | —           | —           | —           | —           | —           | —           | —           | —           |                                    | Big Bang Theory      |
| 2005                                                                                               | Can't Find My Way Home                    | —           | —              | —           | —           | —           | —           | —           | —           | —           | —           | —           | —           |                                    | Big Bang Theory      |
| 2009                                                                                               | Can't Stop Rockin' (feat. REO Speedwagon) | —           | —              | —           | —           | —           | —           | —           | —           | —           | —           | —           | —           |                                    | /                    |
| 2017                                                                                               | Gone Gone Gone                            | —           | —              | —           | —           | —           | —           | —           | —           | —           | —           | —           | —           |                                    | The Mission          |
| "—" indica una pubblicazione che non si è classificata o che non è stata pubblicata in quel Paese. |                                           |             |                |             |             |             |             |             |             |             |             |             |             |                                    |                      |

## Videografia

### Album video
| Anno | Titolo                                                                                      | Certificazioni       |
| ---- | ------------------------------------------------------------------------------------------- | -------------------- |
| 1984 | Caught in the Act - Formati: VHS (1984), DVD (2007)                                         |                      |
| 1997 | Return to Paradise - Formati: VHS, DVD                                                      | - CAN: Oro - US: Oro |
| 2000 | Arch Allies: Live at Riverport - Formati: VHS, DVD                                          |                      |
| 2004 | The Best of Styx - Formati: DVD                                                             |                      |
| 2006 | One with Everything: Styx and the Contemporary Youth Orchestra - Formati: DVD, Blu-ray Disc |                      |
| 2012 | The Grand Illusion, Pieces of Eight Live - Formati: DVD, Blu-ray Disc                       |                      |
| 2015 | Live at the Orleans Arena Las Vegas - Formati: DVD, Blu-ray Disc                            |                      |

### Video musicali
| Anno | Titolo                        | Regista      |
| ---- | ----------------------------- | ------------ |
| 1977 | Come Sail Away                |              |
| 1978 | Blue Collar Man (Long Nights) |              |
| 1979 | Babe                          |              |
| 1980 | Boat on the River             |              |
| 1981 | The Best of Times             | Jerry Kramer |
| 1981 | Too Much Time on My Hands     |              |
| 1981 | Rockin' the Paradise          |              |
| 1983 | Mr. Roboto                    | Brian Gibson |
| 1983 | Don't Let It End              | Brian Gibson |
| 1983 | Heavy Metal Poisoning         | Brian Gibson |
| 1983 | Haven't We Been Here Before   | Brian Gibson |
| 1984 | Music Time                    | Jay Dubin    |
| 1990 | Love Is the Ritual            | Michael Bay  |
| 1990 | Show Me the Way               | Michael Bay  |
| 2005 | I Am the Walrus               |              |
| 2005 | Can't Find My Way Home        |              |
| 2006 | Boat on the River (live)      |              |
| 2017 | Gone Gone Gone                |              |